# Rudawa (Fluss)
Die Rudawa ist ein 35,4 km langer Nebenfluss der Weichsel, in die sie im Stadtbezirk Zwierzyniec von Krakau (Woiwodschaft Kleinpolen) einmündet. In der Stadt ist der Fluss in ein künstliches Bett gezwungen.
Die Rudawa entspringt neben dem gleichnamigen Dorf, nicht weit von Krzeszowice und Zabierzów. In Mydlniki, einem Stadtteil von Krakau, wird ihr Trinkwasser für diese Stadt entnommen.
In den Jahren 1903 bis 1912 wurde das alte Flussbett der Rudawa durch die Błonia-Wiesen zugeschüttet. Das Wasser fließt seither wie das alte Rudawa-Mühlbach.
Größere Nebenflüsse sind Będkówka, Kobylanka, Kluczwoda, Wierzchówka und Potok Olszanicki.

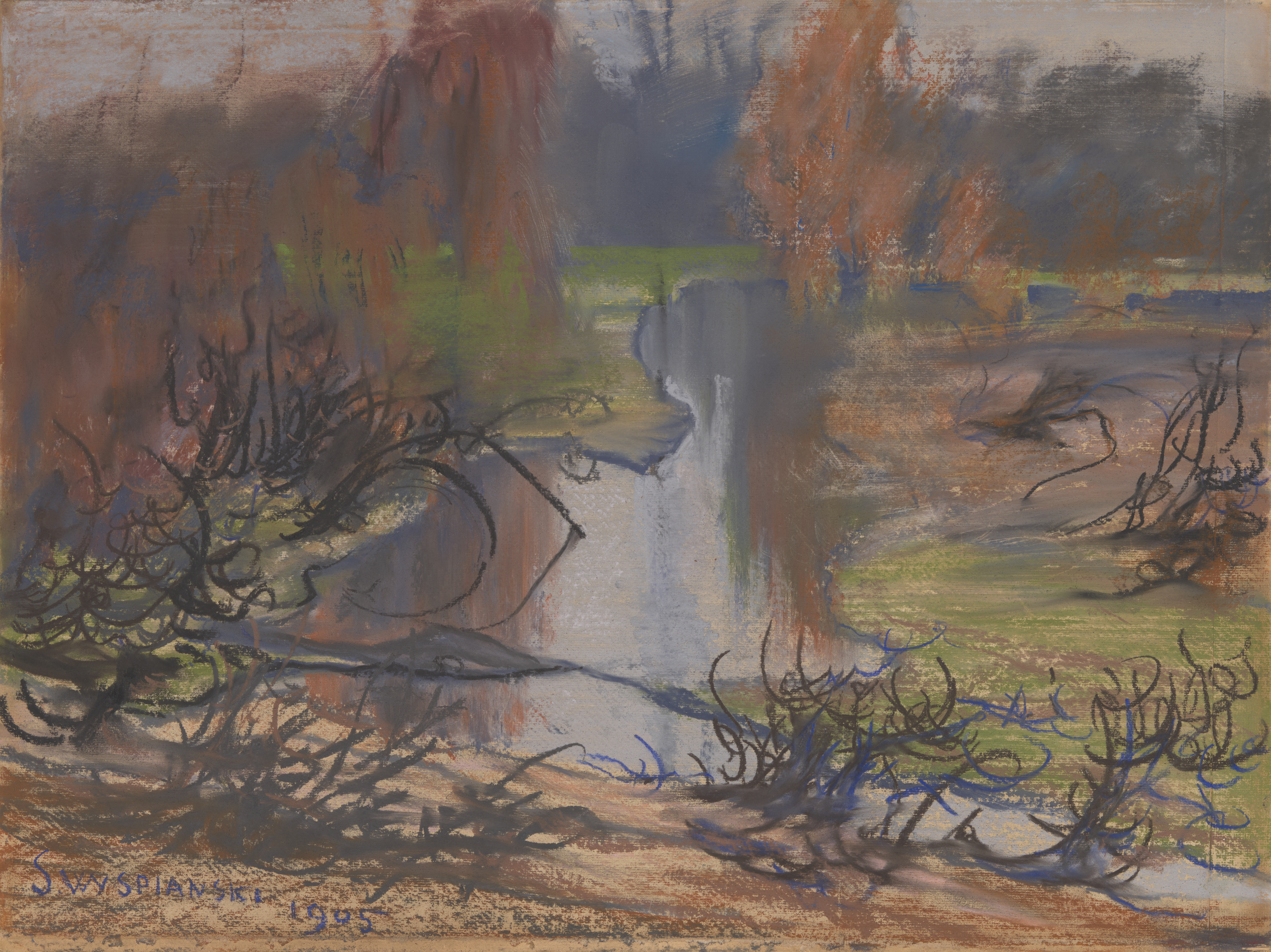
Die Rudawa, gemalt von Stanisław Wyspiański.